# Griko
Griko eller grico er en græsk dialekt, som tales af få tusinde mennesker i det sydligste Italien. Sproget kan forstås af grækere og tales af efterkommerne af oldtidens græske kolonister i syditalien og på Sicilien.
Der er delte meninger om sprogets præcise historie, da det dels ligner dorisk, men mærkeligt nok også ligner nygræsk så meget at Grico-italienere og grækere kan tale sammen, omend med besvær.
I dag er der ca 18 landsbyer tilbage, hvor indbyggerne taler griko, og disse ligger henholdsvis i Calabrien og Puglia og sproget tales endvidere af få mennesker på Sicilien.
Nedenfor et uddrag af Griko-folkesangen "Kalinifta" (som på nygræsk ville hedde kalinichta):
Griko
Εβώ πάντα σε σένα πενσέω,
γιατί σένα φσυκή μου 'γαπώ,
τσαι που πάω, που σύρνω, που στέω
στην καρδιά μου πάντα σένα βαστώ.
Med latinske bogstaver:
Evo panta se sena pensèo,
yiatì sena fsichi mou ghapò,
ce pou pao, pou syrno, pou steo
stin kardià mou panta sena vastò.
Nygræsk
Εγώ πάντα εσένα σκέφτομαι,
γιατί εσένα ψυχή μου αγαπώ,
και όπου πάω, όπου σέρνομαι, όπου στέκω,
στην καρδιά μου πάντα εσένα βαστώ.
Med latinske bogstaver:
Ego panta esena skeftome,
yiatì esena psihi mou aghapò,
ke opou pao, opou sernome, opou stekome
stin kardià mou panta esena vastò.